# Wilhelmus Grimetre
Wilhelmus Grimetre auch Guillaume Grimaître (* 1436 in Saint-Ursanne; † 1519 in La Neuveville) war ein Priester, Schreiber und Besitzer von Handschriften sowie Inkunabeln in La Neuveville (Schweiz).

## Leben
Wilhelmus Grimetre war seit 1459/1460 Pfarrer in Vinelz (Fénis) im Amt Erlach (Kanton Bern) und später gleichzeitig auch Kaplan an der Weißkirche (Alba Ecclesia, Blanche-Eglise) in La Neuveville. Er starb 1519 in La Neuveville, wo sein Grabstein im Innern der Weißkirche heute noch zu sehen ist (Stand 2017).
Er war Besitzer verschiedener theologischer und kirchenrechtlicher Texte in Inkunabel- und Frühdrucken und schrieb selbst liturgische, Predigt- und andere Texte für seinen Kirchendienst, die er meist mit seinem Wappen und autobiographischen Notizen in Deutsch, Französisch und Lateinisch versah. Bei seinem Tod verblieben die meisten seiner Bücher an Ort und wurden von seinen Nachfolgern im Amt weiterverwendet; sie werden aufbewahrt im Archiv der Burgergemeinde La Neuveville; ein Sammelband mit Akten des Konstanzer Konzils ist aufbewahrt im Kapuzinerkloster Wesemlin in Luzern; ein Missale ad usum Lausannensis diocesis, von ihm geschrieben in Vinelz (Fénis) im Jahr 1488, Papierhandschrift in Folio-Format, von ihm auch als Hand- und Notizbuch genutzt, ist aufbewahrt in Freiburg (Schweiz), Staatsarchiv (Fonds de l’Hôpital, ms.s.n.).